# Telmatoscopus britteni
Telmatoscopus britteni är en tvåvingeart som beskrevs av Tonnoir 1940. Telmatoscopus britteni ingår i släktet Telmatoscopus och familjen fjärilsmyggor. Inga underarter finns listade i Catalogue of Life.